# Sobiejuchy

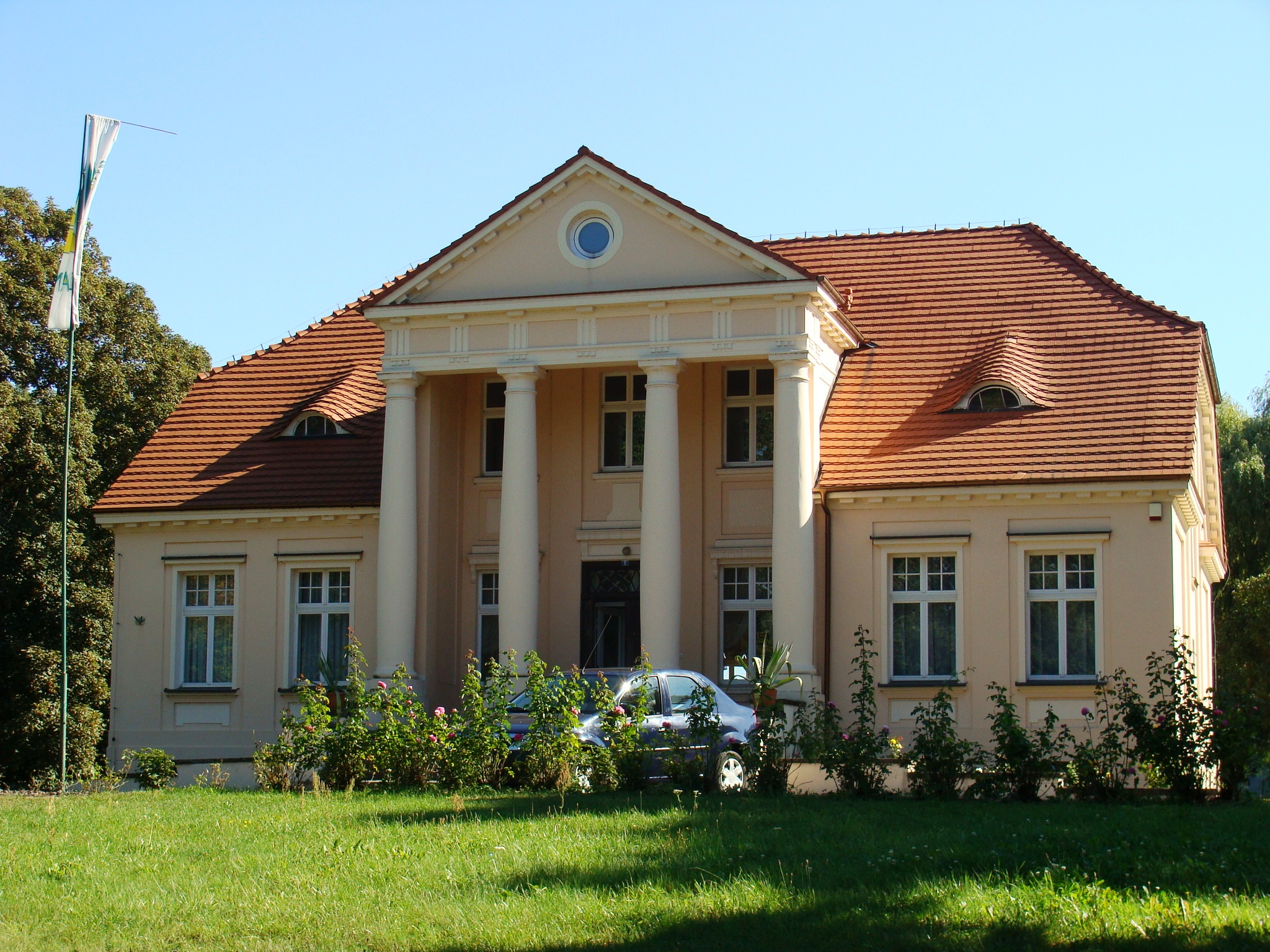
Residenza padronale a Sobiejuchy, inizio del XX secolo

Sobiejuchy è un villaggio polacco situato nei pressi del comune di Żnin, nel voivodato della Cuiavia-Pomerania.
Negli anni tra il 1975 e il 1998 il centro abitato ha fatto parte del Voivodato di Bydgoszcz.
Secondo il censimento nazionale di marzo 2011, contava 192 abitanti. È la 21° frazione del comune di Żnin per popolazione.
Il villaggio si trova a 8 km a nord di Żnin, nei pressi dei laghi Sobiejuskie (area: 118,0 ha; profondità: 10,9 m) e Dobrylewskie (area: 53,9 ha; profondità: 7,8 m).
Fu menzionato nel 1363 come Sobeince.

## Area archeologica
Negli 1956, in seguito agli sviluppi delle ricerche archeologiche conseguenti alla scoperta del sito di Biskupin, è stato individuato un grande insediamento preistorico fortificato, esteso su circa 5 ettari, risalente al periodo tra la tarda età del bronzo e l'età del ferro, situato esattamente sull'istmo fra i laghi Sobiejuskie e Dobrylewskie. Durante gli scavi sono stati scoperti un terrapieno in legno e terra e un frangiflutti. Lo sviluppo interno è stato distrutto nei secoli successivi a causa delle coltivazioni agricole.
Il sito di Sobiejuchy è il più grande dei siti di cultura lusaziana presenti in zona. Più grande del più famoso Biskupin e antecedente a questo probabilmente di duecento anni. Si ritiene che sia stato distrutto intorno al 700 a.C.. I suoi abitanti in seguito avrebbero costruito un insediamento successivo appunto a Biskupin.

## Altri luoghi di interesse
A Sobiejuchi esiste inoltre un palazzo padronale, costruito in più fasi durante il primo quarto del XX secolo, inserito nell'elenco del Narodowy Instytut Dziedzictwa (NID) polacco. Il maniero, circondato da un parco, risale al 1912 ed era di proprietà della famiglia Chłapowski. Inoltre, c'è un casino di caccia in pietra costruito nel 1925, due granai, una casa di abitazione e una cappella padronale, preesistente.